# Gedahiguthi
Gedahiguthi (en népalais : गेडही गुठी) est un comité de développement villageois du Népal situé dans le district de Rautahat. Au recensement de 2011, il comptait 4 719 habitants.